# Moliniopsis
Genre
Moliniopsis est un genre de plantes monocotylédones de la famille des Poaceae, sous-famille des Arundinoideae, originaire d'Extrême-Orient.
Ce genre, créé en 1925 par le botaniste japonais, Bunzō Hayata,  ne comprend qu'une espèce (genre monotypique), Moliniopsis japonica, détachée du genre Molinia.
Moliniopsis japonica est une plante herbacée vivace, cespiteuse, à rhizome court et aux tiges dressées de 30 à 120 cm de long.
La plante se rencontre notamment dans l'Extrême-Orient russe, en Chine, au Japon et dans l'est de l'Asie. 

## Liste d'espèces
Selon Tropicos (11 janvier 2017) (Attention liste brute contenant possiblement des synonymes) :
- Moliniopsis hui (Pilg.) Keng
- Moliniopsis intermedia Keng
- Moliniopsis japonica (Hack.) Hayata
- Moliniopsis nipponica (Honda) Honda
- Moliniopsis spiculosa (F. Schmidt) Honda